# Metaxymorpha hauseri
Metaxymorpha hauseri es una especie de escarabajo del género Metaxymorpha, familia Buprestidae. Fue descrita científicamente por Thery en 1926.